# Sun Fuming
Sun Fuming (孙福明S, Sūn FúmíngP; 14 aprile 1974) è un'ex judoka cinese.
Ha vinto due medaglie olimpiche nel judo. In particolare ha conquistato la medaglia d'oro alle Olimpiadi di Atlanta 1996 nella categoria oltre 72 kg femminile e la medaglia di bronzo alle Olimpiadi di Atene 2004 nella categoria oltre 78 kg.
Nelle sue partecipazioni ai campionati mondiali di judo ha conquistato una medaglia d'oro (2003), una medaglia d'argento (1995) e una di bronzo (1995), in diverse categorie.
Tra gli altri trofei vinti vi sono i giochi asiatici 2002 (+78 kg) e due medaglie d'oro ai giochi dell'Asia Orientale (1997 e 2001).